# Carlos Saavedra Lamas
Carlos Saavedra Lamas (født 1. november 1878, død 5. maj 1959) var en argentinsk akademiker og politiker, som i 1936 blev den første latinamerikanske modtager af Nobels fredspris.
Han modtog fredsprisen for sin indsats som mægler i Chacokrigen mellem Bolivia og Paraguay. 